# Crypthelia medioatlantica
Crypthelia medioatlantica är en nässeldjursart som beskrevs av Zibrowius och Stephen D. Cairns 1992. Crypthelia medioatlantica ingår i släktet Crypthelia och familjen Stylasteridae. Inga underarter finns listade i Catalogue of Life.